# L'Arrière-saison
Ne doit pas être confondu avec Isabelle ou l'Arrière-saison ou Une arrière-saison.
L'Arrière-saison est un roman de Philippe Besson publié le 22 août 2002 aux éditions Julliard et ayant reçu le Grand prix RTL–Lire l'année suivante.

## Résumé
Le roman est basé sur le tableau Nighthawks d'Edward Hopper peint en 1942.

## Adaptation
L'Arrière-saison est adapté en pièce radiophonique, créée sur France Culture le 20 avril 2004, puis montée[Quand ?] sur scène à Paris[Où ?].

## Éditions
- Éditions Julliard[3], 2002  (ISBN 9782260016106).
- 10/18, 2009  (ISBN 9782264049421).